# Легошин, Владимир Данатович
Владимир Данатович Легошин (род. 1962) — российский спасатель, Герой Российской Федерации (17.06.2000).

## Биография
Родился 18 марта 1962 года в подмосковном Железнодорожном. Затем семья жила в городе Реутов, где он окончил среднюю школу.
Получил два высших образования: радиоинженера в Московском энергетическом институте (МЭИ) (1986) и менеджера (по специальности «Государственное и муниципальное управление») в Академии гражданской защиты МЧС России.
С 1992 года работал в МЧС России. Был спасателем, начальником поисково-спасательной службы. С 1996 по 2013 годы был заместителем начальника отряда «Центроспас» МЧС России.
Прошёл специальную подготовку в Швеции и в школе выживания в Амазонии. Принимал участие в международных учениях спасателей.
Более сотни раз участвовал в ликвидации последствий чрезвычайных ситуаций в разных точках земного шара.
Участвовал в гуманитарных операциях в Ткварчели в 1993 г. во время грузино-абхазской войны, во время Боснийской войны, а также в Руанде, Танзании, Уганде, Бурунди в связи с геноцидом в Руанде.
В 1995 году в составе группы спасателей «Центроспаса» прыгал с парашютом на Северный полюс.
Указом Президента Российской Федерации № 1127 от 17 июня 2000 года за мужество и героизм, проявленные при спасении человеческих жизней, Легошину Владимиру Данатовичу присвоено звание Героя Российской Федерации с вручением знака особого отличия — медали «Золотая Звезда» (№ 658)
Имеет высшую квалификация «спасатель международного класса». 
Женат, отец шести детей.

## Награды
- Герой Российской Федерации (17.06.2000)
- Орден Мужества (1995)
- Медаль «За отвагу» (26.07.1993[1])
- Медаль «За спасение погибавших» (18.09.1995)
- Медали МЧС России «Участнику чрезвычайных гуманитарных операций» и «За безупречную службу»
- Заслуженный спасатель Российской Федерации (12.12.2005)